# Касымов, Алибай
Алибай Касымов — советский хозяйственный, государственный и политический деятель.

## Биография
Родился в 1916 году в Худжанде. Член КПСС с 1943 года.
С 1938 года — на хозяйственной, общественной и политической работе. В 1938—1962 гг. — заместитель старшего агронома, заведующий контрольно-семенной лабораторией Ленинабадского хлопкоочистительного завода, участник Великой Отечественной войны, дошёл до Берлина, директором госплодопитомника в Шахринауском районе, заместитель заведующего сельхозотделом Сталинабадского обкома КП(б) Таджикистана, директор Таджикской средней сельскохозяйственной школы по подготовке председателей колхозов, первый секретарь Душанбинского райкома КП Таджикистана, первый секретарь Джиликульского райкома КП Таджикистана, ответорганизатор отдела партийных органов ЦК КП Таджикистана, первый секретарь Пянджского райкома КП Таджикистана, секретарь ЦК КП Таджикистана, первый секретарь Курган-Тюбинского горкома КП Таджикистана.
Избирался депутатом Верховного Совета СССР 6-го созыва. Делегат XXII съезда КПСС.
Умер в 1990 году в Душанбе.